# 南警察署 (福岡県)
南警察署（みなみけいさつしょ）は福岡県警察が管轄する警察署の一つで、福岡地区に属する。署長の階級は警視正。
新聞やテレビでは「福岡南警察署」と表記されるが、これは、南だけでは抽象的で所在地名が不明瞭なため市名を冠している報道通称である。

## 概要
福岡市南区を管轄する。管内は西鉄天神大牟田線や国道385号線、日赤通り、高宮通りなど複数の主要縦貫交通網が走り、福岡市の南の副都心大橋、高宮、九州大学芸術工学部（旧九州芸術工科大学）、福岡県立筑紫丘高等学校、福岡第一高等学校、福岡運転免許試験場、福岡赤十字病院、雪印メグミルク福岡工場などがあり、住宅街や大規模団地が多い地域である。

## 所在地
- 福岡市南区塩原二丁目3番1号

（国道385号「南警察署西口」交差点を東進、最寄駅は西鉄天神大牟田線大橋駅）

## 管轄区域
- 福岡市南区

## 沿革
- 1876年7月11日 天神1丁目16番に福岡警察出張所が設置される（現在の南区も管轄）。
- 1948年3月7日 旧警察法施行により、福岡市警察部（のち「福岡市警察局」と改称。一部は二日市警察署と那珂町警察署）の管轄になる。
- 1954年7月1日 警察法改正により、自治体警察と国家地方警察が統廃合され、再び福岡警察署（一部は二日市警察署と西福岡警察署）の管轄となる。
- 1954年10月1日 筑紫郡曰佐村が福岡市への合併に伴い福岡警察署管轄となる。
- 1972年4月1日 福岡市が政令指定都市となる。
- 1974年4月1日 南警察署が新設される[1][注釈 1]。
- 1982年5月10日 行政区が変更され、平和三丁目・小笹一丁目が南区から中央区に編入され中央警察署管轄となる。
- 2003年8月27日 県下全域交番駐在所再編成により、筑紫丘駐在所を廃止。
- 2006年4月3日 組織改正に伴い、刑事・生活安全部門の業務分掌を変更。

## 組織
副署長のほかに警視相当職として、刑事・地域の2管理官を課長の上に置く。
- 総務課
- 会計課
- 留置管理課
- 生活安全課
- 刑事第一課
- 刑事第二課
- 刑事第三課
- 交通課
- 警備課
- 地域第一課
- 地域第二課
- 地域第三課

## 交番
（　）の中は、読み・所在地。
- 高宮交番（たかみや・福岡市南区大楠三丁目1番2号）[注釈 2]
- 野間交番（のま・福岡市南区野間四丁目7番3号）
- 長住交番（ながずみ・福岡市南区長住四丁目1番1号）
- 大橋交番（おおはし・福岡市南区大橋一丁目3番16号）
- 三宅交番（みやけ・福岡市南区三宅二丁目37番1号）
- 花畑交番（はなはた・福岡市南区柏原一丁目2番57号）
- 井尻交番（いじり・福岡市南区井尻五丁目3番3号）
- 屋形原交番（やかたばる・福岡市南区鶴田四丁目3番15号）
- 警弥郷交番（けやごう・福岡市南区警弥郷二丁目1番3号、自動車警ら隊警弥郷分駐所を併設）